# Squamidium
Squamidium là một chi rêu trong họ Meteoriaceae.